# I Need to Know
I Need to Know is een nummer van de Amerikaanse zanger Marc Anthony uit 1999. Het is de eerste single van zijn gelijknamige vierde studioalbum.
"I Need to Know" gaat over een man die ernaar smacht te weten wat een vrouw voor hem voelt. Op het nummer, waarin latin pop en R&B met elkaar worden gecombineerd, zijn een viool, een piano, timbales en congas hoorbaar. De plaat werd aan beide kanten van de oceaan een hit. Het bereikte de 3e positie in de Amerikaanse Billboard Hot 100. In de Nederlandse Top 40 werd de 14e positie gehaald, terwijl het in Vlaanderen minder succesvol was met een 6e positie in de Tipparade.
Er is ook een Spaanstalige versie van het nummer verschenen, getiteld Dímelo.